# Xian MA60
Xian МА60 (кит. упр. 新舟60, пиньинь Xīn zhōu 60, палл. Синь чжоу 60, буквально: «Новая лодка 60», англ. Xian MA60 — Modern Ark 60) — турбовинтовой пассажирский самолёт производства китайской компании Xi’an Aircraft Industrial Corporation, входящей в корпорацию AVIC I, является глубокой модернизацией советского самолёта Ан-24. Оснащён современными двигателями, бортовым оборудованием и интерьером, самолёт МА60 предназначен для полётов на региональных авиалиниях протяжённостью до 1500 км. С 2004 года самолёт эксплуатируется в ряде авиакомпаний Азии и Африки.
В 2007 стартовала программа разработки пассажирского Xian MA700 на 80-86 пассажиров с двигателями P&WC PW150C.
В 2008 году закончена программа разработки модернизированного Xian MA600 с улучшенной авионикой и кабиной пилотов, также была информация о форсировании двигателя P&WC PW127J с 2750 л.с. до 2880 л.с.

## Лётно-технические характеристики
|                                                                   | Xian MA60                   | Xian MA600                  |
| ----------------------------------------------------------------- | --------------------------- | --------------------------- |
| Фото                                                              |                             |                             |
| Страна                                                            | Китай                       | Китай                       |
| Первый полёт / Первый полёт модификации                           | 2000                        | 2008                        |
| Статус                                                            | Производится                | Производится                |
| Основные размерения                                               |                             |                             |
| Длина, м                                                          | 24,7                        | 24,71                       |
| Высота, м                                                         | 8,8                         | 8,858                       |
| Размах крыла, м                                                   | 29,2                        | 29,2                        |
| Ширина салона, м                                                  | 2,7                         | 2,7                         |
| Высота салона, м                                                  | 1,9                         | 1,9                         |
| Ширина прохода, м                                                 | 0,43                        | 0,43                        |
| Ширина кресла эконом, м                                           |                             |                             |
| Шаг кресел экономкласса, м                                        |                             |                             |
| Масса пустого, т                                                  | 13,70                       | 13,73                       |
| Масса снаряжённого, т                                             | -                           |                             |
| Нормальная взлётная масса, т                                      | 21,8                        |                             |
| Максимальная взлётная масса, т                                    | 21,8                        | 21,8                        |
| Лётно-технические характеристики                                  |                             |                             |
| Экипаж, чел.                                                      | 2                           | 2                           |
| Пассажировместимость, чел.                                        | 60                          | 60                          |
| Грузоподъёмность, т                                               | 5,5                         |                             |
| Полезная нагрузка, т                                              | -                           |                             |
| Практическая дальность при максимальной коммерческой загрузке, км | 1600                        | 1430                        |
| Практическая дальность, км                                        | 2450                        |                             |
| Перегоночная дальность, км                                        |                             |                             |
| Практический потолок, м                                           | 7600                        |                             |
| Максимальная скорость, км/ч                                       | 540                         | 514                         |
| Крейсерская скорость, км/ч                                        | 430                         | 430                         |
| Длина разбега, м                                                  | 1000+                       | 1000+                       |
| Длина пробега, м                                                  | 900+                        | 900+                        |
| Силовая установка                                                 |                             |                             |
| Количество двигателей                                             | 2                           | 2                           |
| Тип двигателей                                                    | Pratt Whitney Canada PW127J | Pratt Whitney Canada PW127J |
| Мощность, л. с.                                                   | 2750 × 2                    | 2880 × 2                    |
| Тяга, кгс                                                         |                             |                             |
| Тяга на форсаже, кгс                                              |                             |                             |
| Мощность на чрезвычайном режиме, л. с.                            |                             |                             |
| Мощность на крейсерском режиме, л. с.                             |                             |                             |
| Расход топлива на взлётном режиме                                 |                             |                             |
| Расход топлива на крейсерском режиме                              |                             |                             |
| Запас топлива, л                                                  |                             |                             |
| Стоимость, млн дол. США                                           |                             |                             |

## Сравнение характеристик самолётов
Сравнение характеристик с конкурентами доступно в статье Региональный самолёт.

## Аварии и катастрофы
По состоянию на 15 ноября 2020 года в общей сложности в результате катастроф и серьёзных аварий были потеряны 5 самолётов Xian MA60. Всего в этих происшествиях погибли 25 человек.
| Дата       | Бортовой номер | Место происшествия | Жертвы | Описание |
| ---------- | -------------- | ------------------ | ------ | --- |
| 11.01.2009 | RP-C8893       | Катиклан           | 0/27   | Выкатился за пределы ВПП, сломал шасси и врезался в забор. Пострадали 3 пассажира и 3 сотрудника аэропорта на земле. |
| 03.11.2009 | Z-WPJ          | Хараре             | 0/38   | Прерванный взлёт после столкновения с животными на полосе.                                                           |
| 07.05.2011 | PK-MZK         | Каимана            | 25/25  | Упал в воду при заходе на посадку.                                                                                   |
| 10.06.2013 | PK-MZO         | Купанг             | 0/50   | Жёсткая посадка. Пострадали 5 человек.                                                                               |
| 10.05.2015 | B-3476         | Фучжоу             | 0/52   | Выкатился за пределы ВПП. Пострадали 3 человека.                                                                     |